# Biała plamistość liści maliny

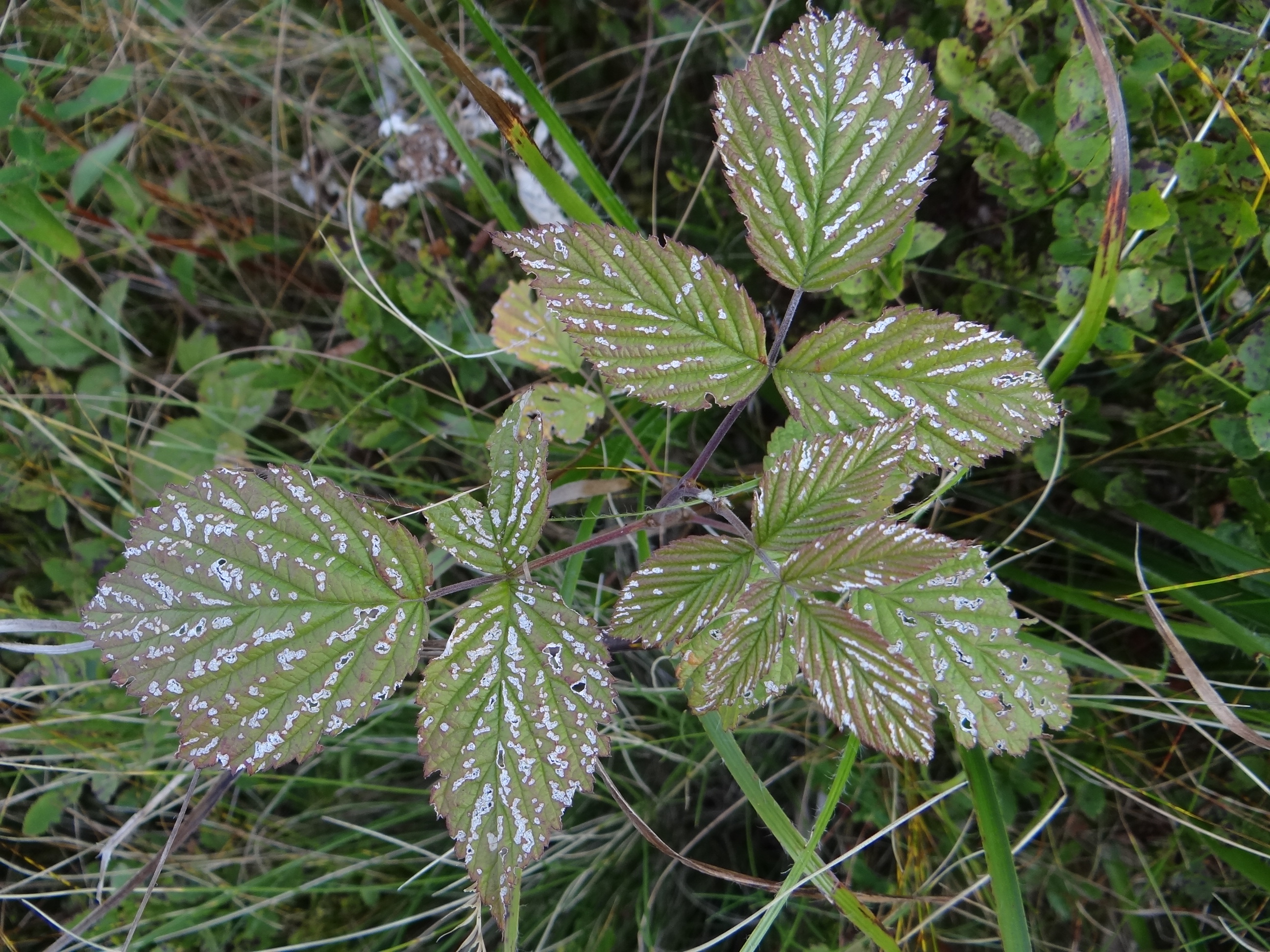
Objawy na liściach

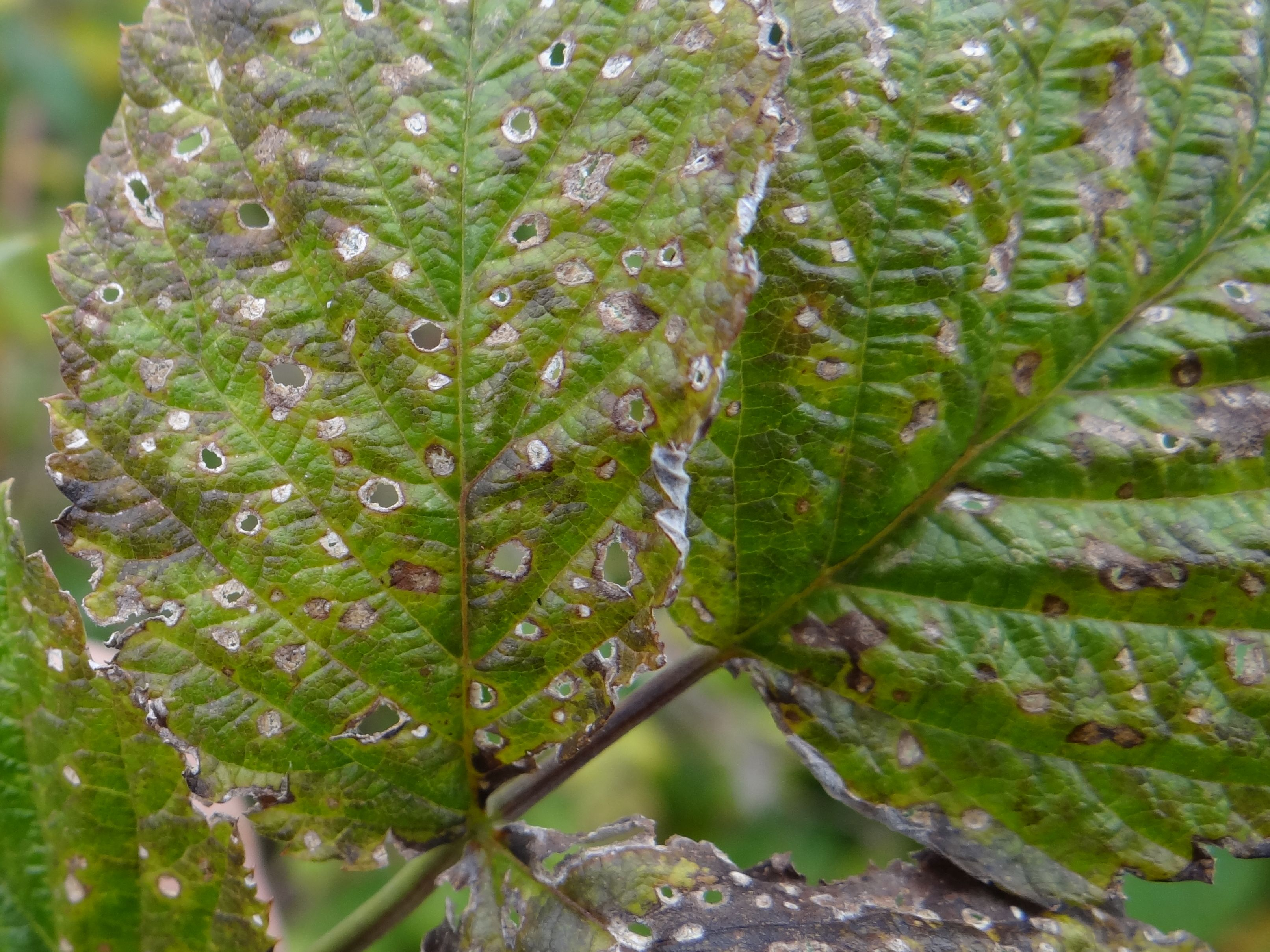
Objawy na listku

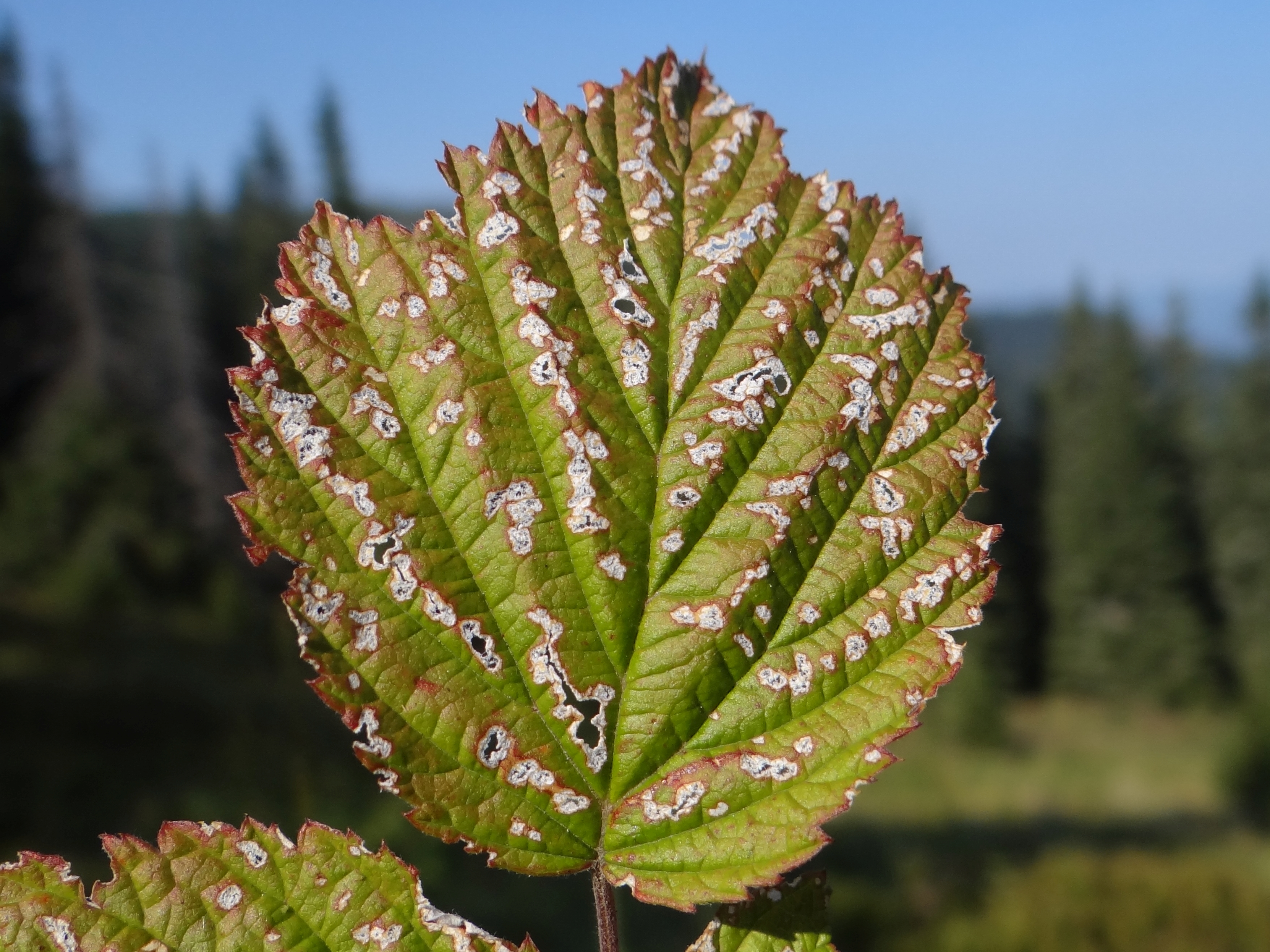

Biała plamistość liści maliny – grzybowa choroba roślin atakująca maliny i jeżyny. Wywołuje ją Mycosphaerella rubi.

## Występowanie i szkodliwość
Choroba występuje na plantacjach malin i jeżyn, a także na niektórych dziko rosnących gatunkach tych roślin. W Polsce jest bardzo powszechna, wyrządza jednak niewielkie szkody, mniejsze, niż biała plamistość liści truskawki. Rzadko powoduje zmniejszenie plonu, jej szkodliwość polega głównie na tym, że zmniejsza odporność roślin na mróz, wskutek czego zimą łatwiej przemarzają.

## Objawy
Podobne jak u białej plamistości liści truskawki. Początkowo na liściach i zielonych pędach pojawiają się niewielkie, kanciaste, białoszare plamy otoczone czerwoną obwódką. Mają średnicę 3–4 mm. Na pędach i ogonkach liściowych pojawiają się podobne plamy, ale podłużne. Objawy chorobowe pojawiają się późno, często już po zbiorze owoców. W środku plam tkanka często ulega nekrozie, wykrusza się i powstają drobne dziurki. Przy dużym nasileniu choroby liście przedwcześnie opadają.

## Epidemiologia
Pasożytem jest forma bezpłciowa (anamorfa). Grzyb zimuje głównie w postaci pseudosklerot na pędach. Powstające w nich wiosną zarodniki konidialne dokonują infekcji pierwotnej na młodych liściach i pędach malin czy jeżyn. Rozwijająca się w tkance miękiszowej liści grzybnia patogenu tworzy zarodniki konidialne, które wydostają się przez aparaty szparkowe na zewnątrz. Roznoszone przez krople deszczu dokonują infekcji wtórnej, rozprzestrzeniając chorobę. Częste opady deszczu sprzyjają takim infekcjom. W okresie wegetacji grzybnia wytwarza zazwyczaj kilka pokoleń zarodników konidialnych. Choroba szczególnie szybko rozprzestrzenia się po zbiorze owoców.
Forma płciowa (teleomorfa) rozwija się jako saprotrof na obumarłych liściach i pędach, na których powstają pseudotecja wytwarzające askospory. Askospory również mogą dokonywać infekcji pierwotnej, jednak ich znaczenie jest znikome, gdyż forma płciowa pojawia się rzadko.

## Ochrona
Zasadnicze znaczenie ma zapobieganie chorobie przez wygrabianie i niszczenie liści i pędów, na których zimuje patogen. Bardzo ważne jest także unikanie zagęszczenia plantacji, a więc przestrzeganie przy sadzeniu właściwego odstępu między rzędami oraz sadzonkami w rzędzie. Umożliwia to szybsze wysychanie liści, a przez to zmniejsza skuteczność infekcji.
W przydomowych uprawach wystarczy przestrzeganie tych zasad profilaktycznych. Na plantacjach zabiegi chemiczne stosowane do zwalczania takich chorób, jak zamieranie pędów maliny, czy szarej pleśni zwalczają również białą plamistość liści malin. Przy wilgotnej pogodzie należy je kontynuować również po zbiorze owoców, zarówno na plantacjach, jak i matecznikach. Stosuje się w tym celu fungicydy zawierające tiofanat metylowy oraz niektóre triazole (np. tetrakonazol) i strobiluryny (np. trifloksystrobina). Należy wykonać po zbiorze owoców jeszcze 2–3 zabiegi tymi preparatami.